# Asclepiade di Eretria
Asclepiade di Eretria (in greco antico: Ἀσκληπιάδης?, Asklepiádes, in latino Asclepiădes; ... – 278 a.C.) è stato un filosofo greco antico.
Discepolo della Accademia platonica e poi di quella megarica di Stilpone di Megara, Asclepiade col filosofo suo amico Menedemo di Eretria trasferì a Eretria la scuola socratica fondata dal discepolo di Socrate Fedone di Elide, che mutò nome in "Scuola di Eretria" che per mancanza di discepoli e per la scarsa originalità della sua filosofia alla fine si dissolse.
È citato da Cicerone come esempio di virtù nella sopportazione della sua cecità, se aiutato da qualcuno a gestirla.